# Adolfo Bautista
Adolfo Bautista Herrera (15 de maig de 1979) és un exfutbolista mexicà.

## Selecció de Mèxic
Va formar part de l'equip mexicà a la Copa del Món de 2010.